# Aglantsiá
Aglantsiá (en grec moderne : Αγλαντζιά) est une commune chypriote située dans la banlieue de Nicosie. Elle est voisine à la ville de Nicosie et située près de la ligne verte.
Parmi les 31 km2 de la ville, 14 km2 sont des terres agricoles appartenant à la Chypre du Nord depuis 1974. Sur les 17 km2 de terres libres, 9 km2 sont des parcs nationaux : le parc Athalassa (8,6 km2) et le parc de l'Académie pédagogique (0,4 km2).

## Politique et administration

### Liste des maires
| Période | Période  | Identité             | Étiquette | Qualité |
| ------- | -------- | -------------------- | --------- | ------- |
|         |          |                      |           |         |
| 1986    | 2011     | Andreas Petrou       |           |         |
| 2012    | 2016     | Kostas Kortas        |           |         |
| 2017    | 2020     | Kharálambos Petrídis |           |         |
| 2020    | En cours | Andreas Konstantinou |           |         |

### Jumelages
- Zográfou (Grèce) depuis 1988
- Kalamata (dème) (Grèce) depuis 1993
- Azov (Russie) depuis 1998

## Population et société

### Démographie
L'évolution du nombre d'habitants est connue à travers les recensements de la population effectués dans la commune depuis 1881.
En 2011, la commune comptait 20 783 habitants.
| 1881 | 1891 | 1901 | 1911 | 1921 | 1931 | 1946  | 1960  | 1973  |
| ---- | ---- | ---- | ---- | ---- | ---- | ----- | ----- | ----- |
| 298  | 374  | 519  | 621  | 727  | 826  | 2 161 | 4 175 | 5 762 |

| 1976  | 1982   | 1992   | 2001   | 2011   | - | - | - | - |
| ----- | ------ | ------ | ------ | ------ | - | - | - | - |
| 9 970 | 12 727 | 17 495 | 18 433 | 20 783 | - | - | - | - |